# ブラック・ジャック創作秘話〜手塚治虫の仕事場から〜
『ブラック・ジャック創作秘話〜手塚治虫の仕事場から〜』（ブラック・ジャックそうさくひわ てづかおさむのしごとばから、The Untold Story: How Tezuka created his "Black Jack"）は、宮崎克（原作）、吉本浩二（作画）による日本の漫画。秋田書店の『週刊少年チャンピオン』および『別冊少年チャンピオン』に掲載された。

## 概要
副題のとおり、漫画家手塚治虫の制作現場の舞台裏を描いた実録漫画である。主題にある『ブラック・ジャック』に限らず、手塚の様々な漫画、アニメの制作エピソードを題材にしている。手塚の当時の担当編集者やアシスタント、家族等関係者にインタビューを行い、その内容を回想として漫画化という構成を取っている。編集者は秋田書店に限らず他の出版社にも及び、アシスタント経験者にはその後漫画家として活躍している者も多い。
かつて『ブラック・ジャック』の掲載誌であった『週刊少年チャンピオン』（秋田書店）の2009年No.48、ブラック・ジャック特集号に手塚治虫生誕80周年記念として前後編が掲載された。その後、2012年No.08まで不定期で掲載されてから、『別冊少年チャンピオン』（同社）に移籍し、2012年7月号（創刊号）から2013年6月号まで連載された。後述のテレビドラマ放送に合わせ『週刊少年チャンピオン』2013年No.42、No.43で新作が掲載された後、2014年No.27、No.28（最終話）の2話で完結した。
宮崎原作の『松田優作物語』（『ヤングチャンピオン』連載）の作画を担当した高岩ヨシヒロの作画で計画されていたが、高岩と連絡が取れなかったため、編集部の推薦する吉本による作画となった。
宝島社の『このマンガがすごい!』2012年オトコ編1位を受賞した。
第1巻・第1話「壁の穴」において、“昭和27年（1952年）4月 練馬区 トキワ荘”と記されているが、正しい所在地は豊島区である。

## 登場人物
斜体はインタビューを受けた人物。

### 漫画家・アシスタント
- 手塚治虫 [注 1]
- 福元一義（少年画報社『少年画報』担当編集者→チーフアシスタント）
- 石坂啓（アシスタント）
- 三浦みつる（アシスタント）
- 小谷憲一（アシスタント）
- 寺沢武一（アシスタント）
- わたべ淳（アシスタント）
- 高見まこ（アシスタント）
- 赤塚不二夫[注 1]
- 三船毅志（アシスタント、現・地蔵院（秋田市）住職、秋田県警刑事部鑑識課課長補佐・主任専門技術員）
- 伴俊男（アシスタント）
- 永井豪
- 石ノ森章太郎[注 1]
- 蛭田充
- 松本零士（手塚が九州に出奔した際にアシスト）
- 井上智（手塚が九州に出奔した際にアシスト、後にアシスタント）
- 大野豊（手塚が九州に出奔した際にアシスト）
- 藤子不二雄A
- 藤子・F・不二雄[注 1]
- 高井研一郎（手塚が九州に出奔した際にアシスト）
- 堀田あきお（アシスタント）
- 清水文夫（アシスタント）
- とり・みき
- 鴨川つばめ
- 山下幸雄（元・漫画家（旧名：篠原幸雄）、現・編集プロダクション経営）
- 寺田ヒロオ[注 1]
- 森安なおや[注 1]
- 月岡貞夫（アシスタント）
- 古谷三敏（アシスタント）
- 平田昭吾（アシスタント、後に手塚プロダクションマネージャー）
- 谷岡ヤスジ[注 1]
- 鈴木信一（アシスタント、現・歯科医師）

### 虫プロ・手塚プロ関係者
- 松谷孝征（手塚治虫マネージャー、現・手塚プロダクション社長）
- 清水義裕（アニメ部制作進行、現・手塚プロダクション著作権事務局局長）
- 坂口尚（チーフディレクター・キャラクターデザイン・美術構成）[注 1]
- 柴山達雄（虫プロダクション制作進行）
- 河井竜（虫プロダクション制作進行）
- 永島慎二（助っ人として『鉄腕アトム』原画に参加）[注 1]
- 手塚眞（手塚治虫の長男、ヴィジュアリスト）
- 今井義章（手塚治虫マネージャー、後に虫プロ商事初代社長）

### 編集者
- 壁村耐三（秋田書店『漫画王』担当編集者→『週刊少年チャンピオン』編集長）[注 1]
- 青木和夫（秋田書店『週刊少年チャンピオン』担当編集者）
- 伊藤嘉彦（秋田書店『週刊少年チャンピオン』担当編集者、現・幻冬舎コミックス代表取締役社長）
- 松岡博治（朝日ソノラマ『マンガ少年』担当編集者、現・メディアファクトリーコミック出版事業部エグゼクティブプロデューサー）
- 河野安廣（秋田書店『週刊少年チャンピオン』編集者、永井豪『あばしり一家』担当、水島新司『ドカベン』初代担当）
- 大和田俊司（秋田書店『週刊少年チャンピオン』編集者、永井豪『キューティーハニー』担当）
- 新井善久（講談社『少女クラブ』担当編集者）
- 丸山昭（講談社『少女クラブ』担当編集者）
- 桑田裕（光文社『少年』担当編集者）
- 熊藤男（秋田書店『週刊少年チャンピオン』副編集長）
- 大塚公平（秋田書店『週刊少年チャンピオン』副編集長、映画評論家）
- 阿久津邦彦（秋田書店『週刊少年チャンピオン』編集者）
- 岡本三司（秋田書店『週刊少年チャンピオン』編集者、「ブラック・ジャック」初代担当）
- 荒木勝時（秋田書店製作部長）
- 小林鉦明（かねあき）（少年画報社『月刊少年画報』『週刊少年キング』編集者→秋田書店『週刊少年チャンピオン』編集者）
- 武居俊樹（小学館『週刊少年サンデー』編集者、赤塚不二夫『おそ松くん』担当）
- 五十嵐隆夫（講談社『週刊少年マガジン』編集者、赤塚不二夫『天才バカボン』担当）

### その他
- 鈴木伸一（アニメーター、現杉並アニメーションミュージアム館長）
- 万籟鳴（英語版）（中国のアニメーター、『西遊記 鉄扇公主の巻』監督）[注 1]
- 万古蟾（英語版）（中国のアニメーター、『西遊記 鉄扇公主の巻』監督）[注 1]
- 特偉（英語版）（中国のアニメーター、『牧笛（英語版）』監督）[注 2]
- 大林宣彦（映画監督、『瞳の中の訪問者』監督）
- 手塚悦子（手塚治虫の妻）
- 手塚るみ子（手塚治虫の長女）
- 手塚千以子（ちいこ）（手塚治虫の次女）
- 手塚千以子の長男
- 平山夢明（小説家）
- 宍戸錠（俳優、『瞳の中の訪問者』ブラック・ジャック役）
- タモリ（タレント）
- 壁村美津子（壁村耐三の妻）

## 書誌情報
- 宮崎克（原作）、吉本浩二（作画） 『ブラック・ジャック創作秘話〜手塚治虫の仕事場から〜』 秋田書店〈少年チャンピオン・コミックス・エクストラ〉、全5巻
  1. 2011年7月20日初版発行（7月8日発売[3]）、ISBN 978-4-253-13239-8
  2. 2013年1月20日初版発行（1月8日発売[4]）、ISBN 978-4-253-13240-4
  3. 2013年4月20日初版発行（4月8日発売[5]）、ISBN 978-4-253-13241-1
  4. 2013年9月20日初版発行（9月6日発売[6]）、ISBN 978-4-253-13242-8
  5. 2014年8月20日初版発行（8月8日発売[7]）、ISBN 978-4-253-13244-2

## テレビドラマ
『神様のベレー帽〜手塚治虫のブラック・ジャック創作秘話〜』のタイトルでテレビドラマ化され、2013年9月24日21:00 - 22:48の時間帯で関西テレビ制作によりフジテレビ系列で放送された。関西テレビ放送開局55周年記念ドラマである。視聴率は12.7%。
テレビドラマ化されフジテレビ系で放送されることは、2013年4月に発表された。手塚治虫役は草彅剛、『週刊少年チャンピオン』編集長の壁村耐三は佐藤浩市が演じ、監督は三宅喜重、脚本は古家和尚が担当した。

### あらすじ
手塚治虫と彼の作品を知らない『週刊少年チャンピオン』の女性新人編集者が、謎の男により、1973年当時の週刊少年チャンピオン編集部にタイムスリップしてしまう。編集者の仕事に適当な姿勢だった彼女を待ち受けていたものは、手塚治虫本人と、新連載漫画『ブラック・ジャック』誕生の瞬間だった。

### キャスト
- 手塚 治虫 - 草彅剛

#### 2013年現代
秋田書店漫画編集部
- 小田町 咲良（新人編集者） - 大島優子（AKB48）
- 石坂 嗣雄（編集者・小田町の指導係） - 田中圭
- 狭間 士郎（漫画家志望） - 中村靖日

#### 1973年 - 1977年時代
秋田書店漫画編集部
- 壁村 耐三（週刊少年チャンピオン編集長） - 佐藤浩市
- 赤城 和也（編集者・小田町の指導係） - 岡田義徳

手塚プロダクション
- 梅谷 幸隆（マネージャー） - 眞島秀和
- 福山 義一（チーフアシスタント） - マギー
- 水島 裕樹（アニメ部制作進行・大学生アルバイト） - 浅利陽介
- 坪田 茂雄（中学館編集者・手塚番） - 松尾諭
- 穴井 浩二（講英社編集者・手塚番） - 大竹浩一

#### その他（テレビドラマ）
- 赤塚 不二夫（漫画家） - 又吉直樹（ピース）
- バーのママ（壁村が行きつけている店） - 麻生祐未
- 謎の男 - 小日向文世（友情出演）

### スタッフ
- 原作 - 宮崎克 / 漫画 - 吉本浩二『ブラック・ジャック創作秘話〜手塚治虫の仕事場から〜』（秋田書店刊）
- 原拠 - 手塚治虫
- 脚本 - 古家和尚
- 音楽 - 白石めぐみ
- 演出 - 三宅喜重
- 演出補 - 大内隆弘、宮崎剛、片山雄一、安井陶也
- 劇中イラスト - サトウ・ユウ（日本工学院専門学校）
- スタントコーディネーター - 釼持誠
- タイトルバック・CG - 田中貴志
- VFX - 岩本麻依子
- VFX・CG - マリンポスト、ナイス・デー、キュー・テック
- 技術協力 - ビデオスタッフ、ブル
- 照明協力 - ザ・ホライズン
- 美術協力 - フジアール
- スタジオ - レモンスタジオ
- 撮影協力 - 虫プロダクション、琥珀
- 映像提供 - 『ジャックと豆の木』（角川書店）
- 監修 - 手塚プロダクション
- 制作協力 - 手塚プロダクション、秋田書店
- 編成 - 東田元、加藤達也
- 企画 - 豊福陽子
- プロデューサー - 安藤和久
- コンテンツプロデューサー - 堀部茂世
- プロデュース補 - 山下有為、宮沢一道、阿部良太、松本明美
- 制作協力 - ジニアス
- 制作著作 - 関西テレビ

### ネット局
| 放送対象地域   | 放送局                    | 系列                                         | 放送日時                     | 備考       |
| -------------- | ------------------------- | -------------------------------------------- | ---------------------------- | ---------- |
| 近畿広域圏     | 関西テレビ（KTV）         | フジテレビ系列                               | 2013年9月24日 21:00 - 22:48  | 制作局     |
| 北海道         | 北海道文化放送（uhb）     | フジテレビ系列                               | 2013年9月24日 21:00 - 22:48  | 同時ネット |
| 岩手県         | 岩手めんこいテレビ（mit） | フジテレビ系列                               | 2013年9月24日 21:00 - 22:48  | 同時ネット |
| 宮城県         | 仙台放送（OX）            | フジテレビ系列                               | 2013年9月24日 21:00 - 22:48  | 同時ネット |
| 秋田県         | 秋田テレビ（AKT）         | フジテレビ系列                               | 2013年9月24日 21:00 - 22:48  | 同時ネット |
| 山形県         | さくらんぼテレビ（SAY）   | フジテレビ系列                               | 2013年9月24日 21:00 - 22:48  | 同時ネット |
| 福島県         | 福島テレビ（FTV）         | フジテレビ系列                               | 2013年9月24日 21:00 - 22:48  | 同時ネット |
| 関東広域圏     | フジテレビ（CX）          | フジテレビ系列                               | 2013年9月24日 21:00 - 22:48  | 同時ネット |
| 新潟県         | 新潟総合テレビ（NST）     | フジテレビ系列                               | 2013年9月24日 21:00 - 22:48  | 同時ネット |
| 長野県         | 長野放送（NBS）           | フジテレビ系列                               | 2013年9月24日 21:00 - 22:48  | 同時ネット |
| 静岡県         | テレビ静岡（SUT）         | フジテレビ系列                               | 2013年9月24日 21:00 - 22:48  | 同時ネット |
| 富山県         | 富山テレビ（BBT）         | フジテレビ系列                               | 2013年9月24日 21:00 - 22:48  | 同時ネット |
| 石川県         | 石川テレビ（ITC）         | フジテレビ系列                               | 2013年9月24日 21:00 - 22:48  | 同時ネット |
| 福井県         | 福井テレビ（FTB）         | フジテレビ系列                               | 2013年9月24日 21:00 - 22:48  | 同時ネット |
| 中京広域圏     | 東海テレビ（THK）         | フジテレビ系列                               | 2013年9月24日 21:00 - 22:48  | 同時ネット |
| 島根県・鳥取県 | 山陰中央テレビ（TSK）     | フジテレビ系列                               | 2013年9月24日 21:00 - 22:48  | 同時ネット |
| 岡山県・香川県 | 岡山放送（OHK）           | フジテレビ系列                               | 2013年9月24日 21:00 - 22:48  | 同時ネット |
| 広島県         | テレビ新広島（TSS）       | フジテレビ系列                               | 2013年9月24日 21:00 - 22:48  | 同時ネット |
| 愛媛県         | テレビ愛媛（EBC）         | フジテレビ系列                               | 2013年9月24日 21:00 - 22:48  | 同時ネット |
| 高知県         | 高知さんさんテレビ（KSS） | フジテレビ系列                               | 2013年9月24日 21:00 - 22:48  | 同時ネット |
| 福岡県         | テレビ西日本（TNC）       | フジテレビ系列                               | 2013年9月24日 21:00 - 22:48  | 同時ネット |
| 佐賀県         | サガテレビ（STS）         | フジテレビ系列                               | 2013年9月24日 21:00 - 22:48  | 同時ネット |
| 長崎県         | テレビ長崎（KTN）         | フジテレビ系列                               | 2013年9月24日 21:00 - 22:48  | 同時ネット |
| 熊本県         | テレビくまもと（TKU）     | フジテレビ系列                               | 2013年9月24日 21:00 - 22:48  | 同時ネット |
| 大分県         | テレビ大分（TOS）         | フジテレビ系列 日本テレビ系列                | 2013年9月24日 21:00 - 22:48  | 同時ネット |
| 宮崎県         | テレビ宮崎（UMK）         | フジテレビ系列 日本テレビ系列 テレビ朝日系列 | 2013年9月24日 21:00 - 22:48  | 同時ネット |
| 鹿児島県       | 鹿児島テレビ（KTS）       | フジテレビ系列                               | 2013年9月24日 21:00 - 22:48  | 同時ネット |
| 沖縄県         | 沖縄テレビ（OTV）         | フジテレビ系列                               | 2013年9月24日 21:00 - 22:48  | 同時ネット |
| 山口県         | テレビ山口（tys）         | TBS系列                                      | 2013年12月31日 12:00 - 13:50 | 98日遅れ   |
| 山梨県         | テレビ山梨（UTY）         | TBS系列                                      | 2014年1月3日 11:55 - 13:54   | 101日遅れ  |
| 青森県         | 青森テレビ（ATV）         | TBS系列                                      | 2014年3月2日 13:00 - 14:50   | 159日遅れ  |